# NGC 68
NGC 68 è una galassia lenticolare situata nella costellazione di Andromeda. È l'oggetto che dà il nome al Gruppo di NGC 68.
La galassia è stata scoperta l'11 settembre 1784 da William Herschel, mentre stava osservando quello che più tardi venne identificato come Gruppo NGC 68, che egli designò come un singolo oggetto descritto come "estremamente debole, vasto, composto da 3 o 4 stelle oltre a una nebulosità", e riportando una posizione intermedia tra quelle di NGC 68, NGC 70 e NGC 71.
Il gruppo è stato scoperto nel 1784 da William Herschel, che lo designò come un singolo oggetto celeste. Oltre un secolo più avanti, negli anni del 1880, John Louis Emil Dreyer mentre osservava la galassia per aggiungerla al catalogo NGC, riuscì a distinguere che la singola galassia riportata da Herschel era in realtà un gruppo di tre galassie adiacenti che catalogò come NGC 68, NGC 70 e NGC 71. 
È da notare che NGC 68 che dà il nome al raggruppamento, potrebbe non fare parte del gruppo stesso.